# جكوال
جکوال (بالأردية: چکوال) هي مدينة باكستانية، عاصمة مقاطعة جکوال. في ولاية البنجاب، باكستان وتتشارك الحدود مع کلرکہار وبعض المدن والقرى الصغيرة. البنجابية هي اللغة المحلية، قرب الحدود الشمالية لإقليم البنجاب الباكستاني.
تقع أتك على بعد 80 كيلومتراً من مدينة راولبندي و180 كيلومتر من مدينة بشاور.